# Digital Radio Mondiale

Офіційний логотип DRM

Digital Radio Mondiale (DRM) — набір технологій цифрового радіомовлення, розроблених для мовлення в діапазонах, що використовуються в даний час для мовлення з амплітудною модуляцією, зокрема на коротких хвилях. У порівнянні з амплітудною модуляцією DRM дозволяє передавати більше каналів з більш високою якістю, використовуючи різні кодеки MPEG-4.
DRM також є назвою міжнародного некомерційного консорціуму, який розробляє і реалізує стандарт мовлення DRM. У формуванні консорціуму взяли участь компанії Radio France Internationale, TéléDiffusion de France, BBC World Service, Німецька хвиля, Голос Америки, Telefunken (нині Transradio) і Thomcast (нині Thomson SA).
В основі ідеї DRM лежить два факти: смуга частот є обмеженим ресурсом, в той час як вартість обчислювальної потужності знижується. Таким чином, сучасні технології програмного стиснення звуку дозволяють використовувати наявну смугу частот більш ефективно.

## Можливості
DRM дозволяє вести мовлення з якістю, порівнянною з FM, використовуючи частоти нижче 30 МГц, тобто діапазони довгих, середніх і коротких хвиль. Використання цих діапазонів дозволяє збільшити дальність розповсюдження сигналу. Використання діапазону ультракоротких хвиль розглядається в рамках стандарту DRM +. Стандарт DRM передбачає використання частини старої апаратури мовлення, зокрема антен, для зниження витрат. Мовлення у форматі DRM стійке до ефектів затухання та інтерференції сигналу, до яких схильне звичайне мовлення.

## Використання DRM у світі
Стандарт DRM для довгих, середніх і коротких хвиль був затверджений IEC, а також затверджено ITU для застосування в більшій частині світу. Затвердження для другого регіону ITU (Північна і Південна Америка, Тихий океан) очікує внесення поправок в існуючі міжнародні угоди. Перший ефір відбувся 16 червня 2003 року в Женеві, на щорічній Всесвітній конференції радіозв'язку, що проводиться ITU.
Станом на вересень 2023 року мовлення в стандарті DRM ведуть станції BBC World Service, Radio France Internationale, Radio Romania International, Radio New Zealand International, China National Radio 1, All India Radio, Trans World Radio та інші.
До недавнього часу для прийому мовлення у форматі DRM зазвичай використовувалися персональні комп'ютери. Кілька виробників почали випуск самостійних DRM-приймачів (Sangean, Morphy Richards, Starwaves). Компанії Kenwood і Fraunhofer представили прототип спеціалізованої мікросхеми-декодера у вересні 2006 року. Мікросхема буде вироблятися компанією STMicroelectronics. Himalaya продемонструвала дві моделі своїх приймачів в 2006 році.